# Předseda Evropské rady
Předseda Evropské rady (anglicky President of the European Council), známý také nepřesně jako prezident Evropské unie, resp. prezident EU, evropský prezident nebo prezident Evropy, je osoba odpovědná za předsedání Evropské radě a vedení jejích summitů. Předseda Evropské rady rovněž zastupuje Evropskou unii na světové scéně.
Od 1. prosince 2024 je předsedou Evropské rady bývalý portugalský premiér António Costa.

## Zakotvení a minulost
Lisabonská smlouva, platná od 1. prosince 2009, uvádí, že Evropská rada volí svého stálého předsedu kvalifikovanou většinou na dva a půl roku, s jednou možností znovuzvolení. Odvolání předsedy Evropské rady (v případě překážky nebo závažného pochybení) rovněž vyžaduje kvalifikovanou většinu. Předseda Evropské rady nesmí současně zastávat žádnou vnitrostátní funkci. Na summitu Evropské rady v Bruselu 19. listopadu 2009 byl historicky prvním stálým předsedou Evropské rady zvolen belgický premiér Herman Van Rompuy, který se svého úřadu ujal 1. prosince 2009.
Od roku 1975 do roku 2009 byl předseda Evropské rady neoficiální pozicí, kterou vykonával šéf exekutivy členského státu řídící v daném období Evropskou radu v rámci každého půl roku rotujícího předsednictví Evropské rady a Rady Evropské unie. Takto se předsednictví Evropské rady vystřídalo do 30. listopadu 2009 71krát.

## Seznam předsedů
| Č. | Portrét           | Jméno                      | Stát | Období           | Období                                | Politická strana | Politická strana |
| Č. | Portrét           | Jméno                      | Stát | Období           | Období                                | evropská         | národní          |
| -- | ----------------- | -------------------------- | --- | ---------------- | ------------------------------------- | ---------------- | ---------------- |
| 1. | Herman Van Rompuy | Herman Van Rompuy (* 1947) | Belgie | 1. prosince 2009 | 30. listopadu 2014                    | EPP              | CD&V             |
| 1. | Herman Van Rompuy | Herman Van Rompuy (* 1947) | V letech 2008–2009 předseda vlády Belgie, první stálý předseda Evropské rady, který hrál vedoucí roli v potřebné reformě řízení ekonomiky EU: podílel se na přijetí smlouvy o ESM. Příznivec hlubší hospodářské integrace s odmítavým postojem k přijetí Turecka do EU. |                  |                                       |                  |                  |
| 2. | Donald Tusk       | Donald Tusk (* 1957)       | Polsko | 1. prosince 2014 | 30. listopadu 2019                    | EPP              | PO               |
| 2. | Donald Tusk       | Donald Tusk (* 1957)       | V letech 2007–2014 předseda vlády Polska, nejdéle sloužící premiér 3. republiky. V parlamentních volbách 2011 vyhrála Občanská platforma a Tusk se stal prvním polským politikem od pádu komunismu, který obhájil premiérský post.                                      |                  |                                       |                  |                  |
| 3. | Charles Michel    | Charles Michel (* 1975)    | Belgie | 1. prosince 2019 | 30. listopadu 2024                    | ALDE             | MR               |
| 3. | Charles Michel    | Charles Michel (* 1975)    | V letech 2014–2019 předseda vlády Belgie. |                  |                                       |                  |                  |
| 4. | António Costa     | António Costa (* 1961)     | Portugalsko | 1. prosince 2024 | 2,5leté období uplyne 31. května 2027 | PES              | PS               |
| 4. | António Costa     | António Costa (* 1961)     | V letech 2015–2024 předseda vlády Portugalska. |                  |                                       |                  |                  |